# Канадская партия

Лидер патриотов Луи-Жозеф Папино произносит речь на Собрании шести округов.

Канадская партия, фр. Parti canadien, paʁti kanadjɛ̃, или Патриотическая партия, англ. Parti patriote — политическая партия, существовавшая на территории Нижней Канады (ныне в основном территория Квебека). Её основали представители либеральной элиты Нижней Канады в начале 19 века, среди которых был будущий видный квебекский политик Луи-Жозеф Папино.

## История
Под руководством Пьера-Станисласа Бедара партия провела кампанию за ответственность министров и правительства. Цель кампании состояла в том, чтобы члены Законодательного совета Квебека назначались партией, составлявшей большинство в Законодательной ассамблее Квебека. В то время совет назначался британским губернатором, которого назначал король. Члены партии патриотов полагали, что подобная процедура стимулировала коррупцию, кроме того, губернатор был обычно настроен враждебно к франкоканадцам и не учитывал их интересы.
В 1806 г. Канадская партия в ответ на деятельность своих консервативных оппонентов, клики Шато, основала газету Le Canadien. В 1810 г. Бедар и некоторые его коллеги были арестованы без суда за одну из публикаций в газете.
В 1811 г. Джеймс Стюарт возглавил фракцию Канадской партии в Квебекской ассамблее, а в 1815 г. реформатор Луи-Жозеф Папино был избран спикером Ассамблеи. Идеи Папино пользовались широкой популярностью вплоть до отмены Конституционного акта в 1837 г.
В 1826 г. партия была переименована в Партию патриотов в связи с изменением их стратегии. Часть старых активистов, наиболее влиятельным среди которых был en:John Neilson, покинула партию.

## Газеты
- Le Canadien (1806—1837)
- La Minerve (1826—1837)
- The Canadian Vindicator (1828—1837)
- Le Libéral  (1837)
- L'Écho du Pays (1834)